# Serra dels Graus
La Serra dels Graus és una serra situada al municipi de Torrebesses a la comarca del Segrià, amb una elevació màxima de 391,3 metres.